# Kanton Pellegrue
Der Kanton Pellegrue war bis 2015 ein französischer Wahlkreis im Arrondissement Langon, im Département Gironde und in der Region Aquitanien; sein Hauptort war Pellegrue, Vertreter im Generalrat des Départements war zuletzt von 2008 bis 2015 José Bluteau. 
Der die Wahlberechtigten aus zehn Gemeinden umfassende Kanton war 125,40 km² groß und hatte 2741 Einwohner (Stand: 2012).

## Gemeinden
| Gemeinde                 | Einwohner Jahr | Fläche km² | Bevölkerungsdichte | Postleitzahl | Code INSEE |
| ------------------------ | -------------- | ---------- | ------------------ | ------------ | ---------- |
| Auriolles                | 122 (2013)     | –          | – Einw./km²        | 33790        | 33020      |
| Caumont                  | 163 (2013)     | –          | – Einw./km²        | 33540        | 33112      |
| Cazaugitat               | 243 (2013)     | –          | – Einw./km²        | 33790        | 33117      |
| Landerrouat              | 195 (2013)     | –          | – Einw./km²        | 33790        | 33223      |
| Listrac-de-Durèze        | 176 (2013)     | –          | – Einw./km²        | 33790        | 33247      |
| Massugas                 | 237 (2013)     | –          | – Einw./km²        | 33790        | 33277      |
| Pellegrue                | 1037 (2013)    | –          | – Einw./km²        | 33790        | 33316      |
| Saint-Antoine-du-Queyret | 74 (2013)      | –          | – Einw./km²        | 33790        | 33372      |
| Saint-Ferme              | 359 (2013)     | –          | – Einw./km²        | 33580        | 33400      |
| Soussac                  | 176 (2013)     | –          | – Einw./km²        | 33790        | 33516      |

## Bevölkerungsentwicklung
| 1962 | 1968 | 1975 | 1982 | 1990 | 1999 |
| ---- | ---- | ---- | ---- | ---- | ---- |
| 3298 | 3597 | 2977 | 2781 | 2736 | 2547 |